# ديريك فورد
ديريك فورد (بالإنجليزية: Derrick Ford)‏ هو لاعب كرة قدم أمريكية ولاعب كرة القدم الكندية أمريكي، ولد في 28 فبراير 1979.